# Paški trokut
Paški trokut ime je za pareidoliju u blizini mjesta Kustići na otoku Pagu, geološku formaciju oblika nepravilnog četverokuta na oko 185 m nadmorske visine.
Vijest o formaciji na brdu Tusto čelo medijima je objavio hrvatski geodet Zdenko Grbavac nakon obavljanja geodetskih poslova za lokaciju kamenoloma 9. svibnja 1999. godine. Prilikom mjerenja tla, zapazio je formaciju na brdu Tusto čelo, kasnije tvrdeći da ima dvije stranice od 32 metara, te jednu stranice od 22 metara te da je kamenje unutar trokuta naoko svjetlije od kamenja izvan trokuta. Hrvatski mediji su senzacionalistički iskoristili vijest, što je privuklo pozornost javnosti i potaklo stvaranje urbanih mitova.
Tvrdnja je izazvala zanimanje hrvatskih ufologa, a mjesto je u deset godina navodno posjetilo više od pola milijuna radoznalaca i turista, osobito nakon reportaža o misterioznim svjetlima koja su se navodno pojavljivala u to vrijeme. Mnogi posjetitelji su uzimali kamenje sa sobom zbog glasina o njihovim natprirodnim moćima i ljekovitosti, tako da su na nekim mjestima na formaciji sada rupe, a također su napravljeni i petroformi. Zbog devastacije grad Novalja ogradio je područje 2000. godine.
Formacija koja nije niti trokut, već nepravilni četverokut s jednim tupim kutom, jedna je od mnogih trokutu sličnih pareidolija na lokalnom razlomljenom, krškom području, te nema dokaza da se geološki i geokemijski razlikuje od ostatka terena.